# Bolu Belediye Spor Kulübü 2021-2022
Questa voce raccoglie le informazioni riguardanti il Bolu Belediye Spor Kulübü nelle competizioni ufficiali della stagione 2021-2022.

## Stagione
Il Bolu Belediye Spor Kulübü non utilizza alcuna denominazione sponsorizzata nella stagione 2021-22.
Partecipa al suo primo campionato di Sultanlar Ligi, ottenendo un decimo posto in regular season, restando fuori dai play-off scudetto; in Coppa di Turchia, invece, non supera la fase a gironi.

## Organigramma societario
Area direttiva
- Presidente: Sinan Barut

Area tecnica
- Allenatore: Salih Yergin
- Allenatore in seconda: Berkant Cakır
- Assistente allenatore: Çağatay Bolat
- Scoutman: Muhammed Güçlü

## Rosa
| N° | Nome             | Ruolo | Data di nascita  | Nazionalità sportiva |
| -- | ---------------- | ----- | ---------------- | -------------------- |
| 1  | Ece Kozdere      | C     | 30 giugno 1997   | Turchia              |
| 2  | İdil Kanbur      | S     | 30 agosto 1999   | Turchia              |
| 3  | Dilara Bağcı     | L     | 2 febbraio 1994  | Turchia              |
| 4  | Aneta Havlíčková | O     | 3 luglio 1987    | Rep. Ceca            |
| 5  | Özlem Güven      | L     | 1º ottobre 1997  | Turchia              |
| 6  | Irmak Gökçen     | S     | 1º gennaio 2004  | Turchia              |
| 7  | Olena Charčenko  | C     | 25 novembre 1995 | Azerbaigian          |
| 8  | Çağla Salih      | P     | 5 aprile 2002    | Turchia              |
| 9  | Jelyzaveta Ruban | S     | 3 marzo 1995     | Azerbaigian          |
| 10 | Şeyma Öztürk     | C     | 26 luglio 1998   | Turchia              |
| 12 | Rosir Calderón   | S     | 28 dicembre 1984 | Cuba                 |
| 14 | Ceren Çağlar     | C     | 29 novembre 1992 | Turchia              |
| 17 | Dilara Yergün    | O     | 15 aprile 1998   | Turchia              |
| 18 | Burcu Şentürk    | P     | 1º febbraio 1994 | Turchia              |
| 20 | Elif Uzun        | S     | 1º aprile 1991   | Turchia              |

## Statistiche

### Statistiche di squadra
| Competizione     | Punti | In casa | In casa | In casa | In trasferta | In trasferta | In trasferta | Totale | Totale | Totale |
| Competizione     | Punti | G       | V       | P       | G            | V            | P            | G      | V      | P      |
| ---------------- | ----- | ------- | ------- | ------- | ------------ | ------------ | ------------ | ------ | ------ | ------ |
| Sultanlar Ligi   | 22    | 13      | 6       | 7       | 13           | 1            | 12           | 26     | 7      | 19     |
| Coppa di Turchia | 3     | 0       | 0       | 0       | 0            | 0            | 0            | 3      | 1      | 2      |
| Totale           | -     | 13      | 6       | 7       | 13           | 1            | 12           | 29     | 8      | 21     |

G = partite giocate; V = partite vinte; P = partite perse

### Statistiche dei giocatori
| Giocatore     | Campionato | Campionato | Campionato | Campionato | Campionato | Coppa di Turchia | Coppa di Turchia | Coppa di Turchia | Coppa di Turchia | Coppa di Turchia | Totale | Totale | Totale | Totale | Totale |
| Giocatore     | P          | PT         | AV         | MV         | BV         | P                | PT               | AV               | MV               | BV               | P      | PT     | AV     | MV     | BV     |
| ------------- | ---------- | ---------- | ---------- | ---------- | ---------- | ---------------- | ---------------- | ---------------- | ---------------- | ---------------- | ------ | ------ | ------ | ------ | ------ |
| D. Bağcı      | 9          | 0          | 0          | 0          | 0          | 3                | 0                | 0                | 0                | 0                | 12     | 0      | 0      | 0      | 0      |
| C. Çağlar     | 26         | 120        | 66         | 31         | 23         | 3                | 17               | 13               | 3                | 1                | 29     | 137    | 79     | 34     | 24     |
| R. Calderón   | 24         | 237        | 203        | 24         | 10         | 0                | 0                | 0                | 0                | 0                | 24     | 237    | 203    | 24     | 10     |
| O. Charčenko  | 26         | 179        | 125        | 51         | 3          | 3                | 29               | 21               | 7                | 1                | 29     | 208    | 146    | 58     | 4      |
| I. Gökçen     | 4          | 6          | 4          | 1          | 1          | 3                | 12               | 10               | 1                | 1                | 7      | 18     | 14     | 2      | 2      |
| Ö. Güven      | 26         | 1          | 0          | 1          | 0          | 0                | 0                | 0                | 0                | 0                | 26     | 1      | 0      | 1      | 0      |
| A. Havlíčková | 25         | 278        | 240        | 19         | 19         | 3                | 40               | 36               | 1                | 3                | 28     | 318    | 276    | 20     | 22     |
| İ. Kanbur     | 26         | 290        | 250        | 16         | 24         | 3                | 34               | 29               | 1                | 1                | 29     | 324    | 279    | 17     | 25     |
| E. Kozdere    | 17         | 41         | 28         | 8          | 5          | 2                | 1                | 0                | 0                | 1                | 19     | 42     | 28     | 8      | 6      |
| Ş. Öztürk     | 11         | 7          | 1          | 0          | 6          | 1                | 0                | 0                | 0                | 0                | 12     | 7      | 1      | 0      | 6      |
| J. Ruban      | 11         | 109        | 82         | 21         | 6          | -                | -                | -                | -                | -                | 11     | 109    | 82     | 21     | 6      |
| Ç. Salih      | 25         | 27         | 7          | 9          | 11         | 3                | 3                | 2                | 1                | 0                | 28     | 30     | 9      | 10     | 11     |
| B. Şentürk    | 24         | 32         | 11         | 9          | 13         | 2                | 1                | 1                | 0                | 0                | 26     | 33     | 12     | 9      | 13     |
| E. Uzun       | 22         | 42         | 34         | 4          | 4          | 3                | 3                | 3                | 0                | 0                | 25     | 45     | 37     | 4      | 4      |
| D. Yergün     | 17         | 13         | 12         | 0          | 1          | 1                | 2                | 2                | 0                | 0                | 18     | 15     | 14     | 0      | 1      |

P = presenze; PT = punti totali; AV = attacchi vincenti; MV = muri vincenti; BV = battute vincenti